# Sivert Mannsverk
Sivert Mannsverk (Øvre Årdal, 8 mei 2002) is een Noorse voetballer die doorgaans als middenvelder speelt. Hij verruilde in 2023 Molde FK voor Ajax.

## Carrière
Mannsverk speelde in de jeugdopleiding voor Sogndal Fotball, waar hij ook debuteerde in het betaald voetbal. In januari 2021 werd hij in verband gebracht met grote clubs in het Europese voetbal, waaronder Inter Milan, Everton en Aston Villa. Van een overstap kwam het niet.

### Molde
Op 28 juli 2021 tekende Mannsverk een contract voor 3,5 jaar bij Molde. Op 1 mei 2022 scoorde hij het winnende doelpunt in de finale van de Noorse beker tegen Bodø/Glimt. In seizoen 2022/23 maakte hij in de Conference League zijn eerste minuten in een Europees hoofdtoernooi.

### Ajax
Op 1 september 2023 tekende hij een contract voor 5 jaar bij Ajax. Hij was één van de aankopen onder verantwoordelijkheid van technisch directeur Sven Mislintat. Zijn eerste halve seizoen bij deze club verliep teleurstellend. Op 17 september debuteerde hij, als basisspeler in een uitwedstrijd tegen FC Twente. Hij speelde ongelukkig en werd in de rust gewisseld. Hierna was hij tot na de winterstop geblesseerd. In zijn eerste halve seizoen speelde hij slechts 45 minuten. Op 22 februari 2024 was hij hersteld en werd hij weer ingezet in het eerste team. Hierna kreeg hij een positie in de basis, en vormde hij het controlerende duo op het middenveld samen met Jordan Henderson.
Ook tijdens zijn tweede seizoen bij Ajax, seizoen 2024/25, kwam hij tijdens de eerste helft van het seizoen vrijwel niet in actie door een blessure. Vanaf eind januari werd hij voor de rest van het seizoen verhuurd aan Cardiff. Bij zijn debuut voor deze club op 1 februari als invaller tegen Leeds United verloor Cardiff met 7-0.

## Clubstatistieken
| Seizoen | Club      | Competitie     | Competitie | Competitie | Beker | Beker | Internationaal | Internationaal | Totaal | Totaal |
| Seizoen | Club      | Competitie     | Wed.       | Dlp.       | Wed.  | Dlp.  | Wed.           | Dlp.           | Wed.   | Dlp.   |
| ------- | --------- | -------------- | ---------- | ---------- | ----- | ----- | -------------- | -------------- | ------ | ------ |
| 2019    | Sogndal   | 1. divisjon    | 16         | 1          | 2     | 0     | –              | –              | 18     | 1      |
| 2020    | Sogndal   | 1. divisjon    | 29         | 4          | –     | –     | –              | –              | 29     | 4      |
| 2021    | Sogndal   | 1. divisjon    | 7          | 1          | 0     | 0     | –              | –              | 7      | 1      |
| 2021    | Molde     | Eliteserien    | 14         | 0          | 6     | 1     | –              | –              | 20     | 1      |
| 2022    | Molde     | Eliteserien    | 25         | 1          | 4     | 1     | 2              | 0              | 31     | 1      |
| 2023    | Molde     | Eliteserien    | 16         | 3          | 2     | 0     | 18             | 3              | 36     | 6      |
| 2023/24 | Jong Ajax | Eerste divisie | 3          | 0          | 0     | 0     | 0              | 0              | 3      | 0      |
| 2023/24 | Ajax      | Eredivisie     | 13         | 0          | 0     | 0     | 3              | 0              | 16     | 0      |
| Totaal  | Totaal    | Totaal         | 123        | 10         | 14    | 2     | 23             | 3              | 160    | 15     |

Bijgewerkt t/m 25 juli 2024.

## Erelijst
Molde
- NorgesMesterskapet i fotboll: 2022